# Zápis derivace
V diferenciálním počtu se derivace funkcí nebo závislých proměnných zapisují různými způsoby, které během času navrhli různí matematici. Protože různé zápisy mají v různých kontextech své výhody, zachovaly se až do současnosti.

## Leibnizova notace
Původní notace, kterou používal Gottfried Leibniz, se používá v matematice. Je obzvlášť obvyklá, když se rovnice
y = f(x) bere jako funkční vztah mezi závislou a nezávislou proměnnou y a x. V tomto případě lze derivaci zapsat jako
{\displaystyle {\frac {\mathrm {d} y}{\mathrm {d} x}}}
Funkce, jejíž hodnota v x je derivací funkce f v x se proto zapisuje
{\displaystyle {\frac {\mathrm {d} {\bigl (}f(x){\bigr )}}{\mathrm {d} x}}{\text{ nebo }}{\frac {\mathrm {d} }{\mathrm {d} x}}{\bigl (}f(x){\bigr )}}
(i když striktně řečeno tento zápis označuje proměnnou hodnotu derivace funkce místo samotné derivace funkce).
Vyšší derivace se zapisují jako
{\displaystyle {\frac {\mathrm {d} ^{n}y}{\mathrm {d} x^{n}}},\quad {\frac {\mathrm {d} ^{n}{\bigl (}f(x){\bigr )}}{\mathrm {d} x^{n}}},{\text{ nebo }}{\frac {\mathrm {d} ^{n}}{\mathrm {d} x^{n}}}{\bigl (}f(x){\bigr )}}
pro n-tou derivaci funkce y = f(x). Historicky tento zápis vychází z faktu,[zdroj⁠?!] že například třetí derivace je:
{\displaystyle {\frac {\mathrm {d} {\Bigl (}{\frac {\mathrm {d} \left({\frac {\mathrm {d} y}{\mathrm {d} x}}\right)}{\mathrm {d} x}}{\Bigr )}}{\mathrm {d} x}}=\left({\frac {\mathrm {d} }{\mathrm {d} x}}\right)^{3}{\bigl (}f(x){\bigr )}}
což lze volně přepsat (vynecháním závorek v jmenovateli) jako:
{\displaystyle {\frac {\mathrm {d} ^{3}}{\left(\mathrm {d} x\right)^{3}}}{\bigl (}f(x){\bigr )}={\frac {\mathrm {d} ^{3}}{\mathrm {d} x^{3}}}{\bigl (}f(x){\bigr )}}
jak je uvedeno výše.
Pomocí Leibnizovy notace lze hodnotu derivace y v bodě x = a zapsat dvěma různými způsoby:
{\displaystyle {\frac {\mathrm {d} y}{\mathrm {d} x}}\left.{\!\!{\frac {}{}}}\right|_{x=a}={\frac {\mathrm {d} y}{\mathrm {d} x}}(a).}
Leibnizova notace umožňuje explicitně vyjádřit, podle které proměnné se derivuje (ve jmenovateli). To je zvlášť užitečné, když uvažujeme parciální derivace. Také řetězové pravidlo lze tímto způsobem zapsat jednoznačně a ve snadno zapamatovatelném tvaru:
{\displaystyle {\frac {\mathrm {d} y}{\mathrm {d} x}}={\frac {\mathrm {d} y}{\mathrm {d} u}}\cdot {\frac {\mathrm {d} u}{\mathrm {d} x}}.}
Ve formulaci diferenciálního počtu pomocí limit přiřazují různí autoři symbolu du různé významy.
Někteří autoři nepřiřazují význam samotnému symbolu du, ale pouze celému zápisu du/dx. Další definují dx jako nezávislou proměnnou a používají d(x + y) = dx + dy a d(x·y) = dx·y + x·dy jako formální axiomy pro derivaci. Viz diferenciální algebra.
V nestandardní analýze je du definováno jako infinitesimál.
Také bývá interpretováno jako vnější derivace du funkce u.
Viz diferenciál (matematika) pro další informace.

## Lagrangeova notace
Nejstručnější zápis pro derivaci pomocí čárky (podobající se apostrofu) zavedl Joseph Louis Lagrange:
první tři derivace funkce f se označují
{\displaystyle f'\;} – první derivace,
{\displaystyle f''\;} – druhá derivace,
{\displaystyle f'''\;} – třetí derivace.
Pro vyšší derivace se používají římská čísla: f IV je čtvrtá derivace funkce f, nebo se řád derivace píše do závorek (pro odlišení od mocniny), takže čtvrtá derivace funkce f může být zapsána f (4). Druhý způsob je vhodný i pro zápis derivace obecného řádu: n-tá derivace funkce f se píše f (n).

## Eulerova notace
Eulerova notace používá diferenciální operátor zapisovaný písmenem D jako prefix funkce, takže derivace funkce f se zapisuje
{\displaystyle \mathrm {D} f\;} pro první derivaci,
{\displaystyle \mathrm {D} ^{2}f\;} pro druhou derivaci a
{\displaystyle \mathrm {D} ^{n}f\;} pro n-tou derivaci, pro libovolné kladné celé číslo n.
Pokud je potřeba rozlišit, podle které proměnné se derivace provádí, píše se jméno nezávislé proměnné jako dolní index symbolu D, takže výsledkem je zápis
{\displaystyle \mathrm {D} _{x}y\;} pro první derivaci,
{\displaystyle \mathrm {D} _{x}^{2}y\;} pro druhou derivaci a
{\displaystyle \mathrm {D} _{x}^{n}y\;} pro n-tou derivaci, pro libovolné kladné celé číslo n.
Pokud nemůže dojít k nejasnostem, označení nezávislé proměnné se vypouští.
Eulerova notace je užitečná pro zápis a řešení lineárních diferenciálních rovnic.

## Newtonova notace
Newtonova notace pro derivaci (také nazývaná tečková notace) spočívá v psaní teček nad závislou proměnnou a nejčastěji se používá pro derivace podle času, jako v případě rychlosti
{\displaystyle {\dot {y}}={\frac {\mathrm {d} y}{\mathrm {d} t}}\,,}
zrychlení
{\displaystyle {\ddot {y}}={\frac {\mathrm {d} ^{2}y}{\mathrm {d} t^{2}}}\,,}
a tak dále. Tento zápis může být také používán jako přímá náhrada za čárku v Lagrangeově notaci. Opět toto je obvyklý zápis pro funkce f(t) času. Newton to označoval za fluxion.
Newtonova notace se používá především v mechanice, fyzice a teorie obyčejných diferenciálních rovnic. Zpravidla se používá pouze pro první a druhou derivaci, a obvykle pouze pro derivace podle času.
Tečková notace je těžkopádná pro derivace vyšších řádů, ale v mechanice a jiných inženýrských oborech není používání derivací vyššího než druhého řádu obvyklé.
V fyzice, makroekonomii a jiných oborech se Newtonova notace používá především pro derivaci podle času, jako protiklad ke gradientu nebo poziční derivaci.
Pro integraci Newton nevyvinul standardní matematickou notaci, ale používal mnoho různých zápisů.

## Parciální derivace
Pokud je potřeba rozlišovat několik různých druhů derivací, jako například v vícerozměrném počtu nebo v tenzorové analýze, jsou obvyklé jiné zápisy.
Derivace funkce f(x) lze zapisovat uvedením nezávislé proměnné jako dolního indexu u jména funkce:
{\displaystyle f_{x}={\frac {\mathrm {d} f}{\mathrm {d} x}}}
{\displaystyle f_{xx}={\frac {\mathrm {d} ^{2}f}{\mathrm {d} x^{2}}}.}
To je zvlášť užitečné pro zápis parciálních derivací funkce několika proměnných.
Zápisy parciální derivace se obecně odlišují od zápisů obyčejných derivací nahrazením diferenciálního operátoru d symbolem „∂“. Například parciální derivaci funkce f(x,y,z) podle proměnné x, ale ne podle y nebo z lze zapsat několika způsoby:
{\displaystyle {\frac {\partial f}{\partial x}}=f_{x}=\partial _{x}f=\partial ^{x}f,}
přičemž poslední dva zápisy jsou v obyčejných eukleidovských prostorech ekvivalentní, ale v jiných varietách mohou znamenat něco jiného.
Jiné zobecnění derivace lze nalézt v různých podoborech matematiky, fyziky a techniky.

## Notace ve vektorovém počtu
Vektorový počet se zabývá derivováním a integrováním vektorových nebo skalárních polí především v trojrozměrném eukleidovském prostoru a pro derivace používá zvláštní zápisy. Předpokládejme, že v systému kartézských souřadnic o-xyz je A vektorové pole {\displaystyle \mathbf {A} =(\mathbf {A} _{x},\mathbf {A} _{y},\mathbf {A} _{z})} a {\displaystyle \varphi } je skalární pole {\displaystyle \varphi =f(x,y,z)\,}.
Zápisy využívají diferenciální Hamiltonův operátor označovaný symbolem ∇ nazývaným nabla (anglicky del), který je symbolicky definován jako vektor
{\displaystyle \nabla =\left({\frac {\partial }{\partial x}},{\frac {\partial }{\partial y}},{\frac {\partial }{\partial z}}\right)},
kde zápis symbolicky odráží, že operátor ∇ také považujeme za obyčejný vektor.
- Gradient: Gradient {\displaystyle \mathrm {grad\,} \varphi \,} skalárního pole {\displaystyle \varphi } je vektor, který se symbolicky zapisuje jako součin ∇ se skalárním polem {\displaystyle \varphi },

{\displaystyle \mathrm {grad\,} \,\varphi =\left({\frac {\partial \varphi }{\partial x}},{\frac {\partial \varphi }{\partial y}},{\frac {\partial \varphi }{\partial z}}\right)} ,
{\displaystyle =\left({\frac {\partial }{\partial x}},{\frac {\partial }{\partial y}},{\frac {\partial }{\partial z}}\right)\varphi } ,
{\displaystyle =\nabla \varphi } .
- Divergence: Divergence {\displaystyle \mathrm {div} \,\mathbf {A} \,} vektoru A je skalár, který se symbolicky zapisuje jako skalární součin ∇ s vektorem A,

{\displaystyle \mathrm {div\,} \mathbf {A} ={\partial A_{x} \over \partial x}+{\partial A_{y} \over \partial y}+{\partial A_{z} \over \partial z}} ,
{\displaystyle =\left({\frac {\partial }{\partial x}},{\frac {\partial }{\partial y}},{\frac {\partial }{\partial z}}\right)\cdot \mathbf {A} },
{\displaystyle =\nabla \cdot \mathbf {A} } .
- Laplaceův operátor: Laplacián {\displaystyle \mathrm {div} \,\mathrm {grad} \,\varphi \,} skalárního pole {\displaystyle \varphi } je skalár, který se symbolicky zapisuje skalárním součinem ∇2 se skalárním polem φ,

{\displaystyle \mathrm {div} \,\mathrm {grad} \,\varphi \,=\nabla \cdot (\nabla \varphi )}
{\displaystyle =(\nabla \cdot \nabla )\varphi =\nabla ^{2}\varphi =\Delta \varphi } ,
kde, {\displaystyle \Delta =\nabla ^{2}} se nazývá Laplaceův operátor.
- Rotace: Rotace {\displaystyle \mathrm {curl} \,\mathbf {A} \,} nebo {\displaystyle \mathrm {rot} \,\mathbf {A} \,}, vektoru A je vektor, který se symbolicky zapisuje vektorovým součinem ∇ s vektorem A,

{\displaystyle \mathrm {curl} \,\mathbf {A} =\left({\partial A_{z} \over {\partial y}}-{\partial A_{y} \over {\partial z}},{\partial A_{x} \over {\partial z}}-{\partial A_{z} \over {\partial x}},{\partial A_{y} \over {\partial x}}-{\partial A_{x} \over {\partial y}}\right)},
{\displaystyle =\left({\partial A_{z} \over {\partial y}}-{\partial A_{y} \over {\partial z}}\right)\mathbf {i} +\left({\partial A_{x} \over {\partial z}}-{\partial A_{z} \over {\partial x}}\right)\mathbf {j} +\left({\partial A_{y} \over {\partial x}}-{\partial A_{x} \over {\partial y}}\right)\mathbf {k} },
{\displaystyle ={\begin{vmatrix}\mathbf {i} &\mathbf {j} &\mathbf {k} \\[5pt]{\cfrac {\partial }{\partial x}}&{\cfrac {\partial }{\partial y}}&{\cfrac {\partial }{\partial z}}\\[12pt]A_{x}&A_{y}&A_{z}\end{vmatrix}}} ,
{\displaystyle =\nabla \times \mathbf {A} } .
Mnoho symbolických operací s derivacemi může být přímočaře zobecněno gradientním operátorem v kartézských souřadnicích. Například součinové pravidlo s jednou proměnnou má přímou analogii v násobení skalárního pole aplikací operátoru gradient, jako v
{\displaystyle (fg)'=f'g+fg'~~~\Longrightarrow ~~~\nabla (\phi \psi )=(\nabla \phi )\psi +\phi (\nabla \psi ).}
Pro exotičtější typy prostorů byly vyvinuty další zápisy. Pro výpočty v prostoru Minkowského se používá d'Alembertův operátor nazývaný také d'Alembertián, vlnový operátor nebo anglicky box operator zapisovaný {\displaystyle \Box }, případně {\displaystyle \Delta } (pokud to není v konfliktu se symbolem pro Laplaceův operátor).